# Funktionenplotter

Online-Funktionenplotter

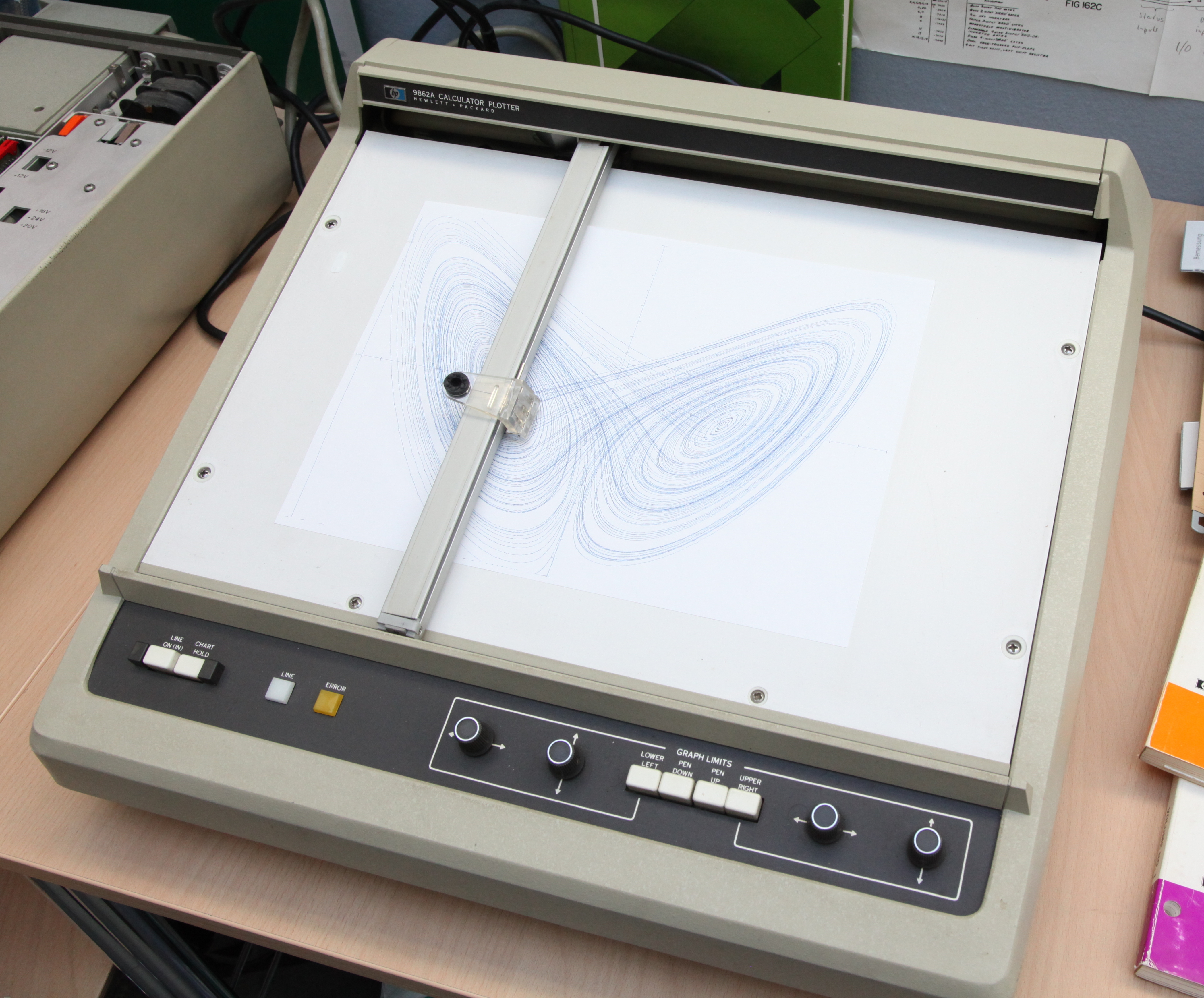
Ausgabe eines Funktionsgraphen auf einem Hewlett-Packard 9862A Calculator Plotter

Ein Funktionenplotter ist ein Computerprogramm, das Graphen mathematischer Funktionen berechnet und zeichnet. Die Bezeichnung Plotter lehnt sich an Ausgabegeräte an, die ausschließlich der Wiedergabe von Vektorgrafiken dienten.
Als Eingabe benötigt ein Funktionenplotter eine Funktionsvorschrift in computerüblicher Notation, also zum Beispiel x**2 oder x^2, wenn die Funktion {\displaystyle f(x)=x^{2}} dargestellt werden soll. Manche Plotter können auch parametrisch gegebene Kurven {\displaystyle (x(t)|y(t))} darstellen. In aller Regel kann der Benutzer den auszugebenden Definitions- und Wertebereich vorgeben und oft auch interaktiv verändern. Weitere Einstellmöglichkeiten betreffen das Layout des Koordinatensystems (Hintergrund, Liniengitter, Achsteilung), Achsbeschriftung, Titel, Darstellung des Funktionsgraphen als durchgezogene, gepunktete, strichlierte Kurve und anderes mehr.
Erhebliche Qualitätsunterschiede zeigen sich daran, ob der Funktionenplotter die Achsen automatisch in sinnvolle Intervalle teilt (typischerweise in 1er-, 2er- oder 5er-Schritten) und wie Singularitäten (zum Beispiel Polstellen einer Funktion wie {\displaystyle {\tfrac {1}{1-x}}}, Begrenzung des Wertebereichs von {\displaystyle {\sqrt {x}}} bei {\displaystyle x=0} oder Oszillationen von {\displaystyle \sin \left({\tfrac {1}{x}}\right)}) der darzustellenden Funktion verarbeitet werden.
Ein Funktionenplotter gehört zum üblichen Funktionsumfang von Computeralgebrasystemen (CAS) und von Matrizen-Programmierumgebungen wie MATLAB, Scilab, GNU Octave. Als Alternative zu einem Funktionenplotter als Computerprogramm kommen grafikfähige Taschenrechner (GTR) und Taschenrechner mit Computeralgebrasystem (CAS-TR) in Frage.
Grafikbibliotheken stellen die Komponenten eines Funktionenplotters als Unterprogramme zur Verfügung, so dass diese in beliebige Anwendungsprogramme eingebunden werden können. Obwohl Grafikbibliotheken und Funktionenplotter idealerweise dieselben Darstellungsmöglichkeiten bieten sollten und sich nur in der Benutzerschnittstelle (API für eine Bibliothek, GUI oder Kommandozeile für einen eigenständigen Funktionsplotter) unterscheiden müssten, haben sich historisch Programme durchgesetzt, die nur Bibliothek oder Funktionenplotter sind.

## Beispiele für Web-gestützte Funktionenplotter
| Plotter                    | Anmerkungen | Technik                                                             |
| -------------------------- | --- | ------------------------------------------------------------------- |
| der-funktionsplotter.de    | Für Lehrer entwickelt, um den Unterricht zu erweitern. Bis zu fünf Funktionen mit frei wählbaren Farben. Lässt sich durch QR Code einfach auf mobile Geräte übertragen | Benötigt Javascript                                                 |
| Graph.tk                   | Plottet auch implizite Kurven. Kann differenzieren, integrieren und Gleichungen mathematisch lösen. Open Source (LGPL).                                                | Benötigt JavaScript, Canvas (und CSS).                              |
| Desmos Graphing Calculator | Kann differenzieren und integrieren. Plottet auch Parameterkurven und implizite Kurven.                                                                                | Benötigt JavaScript.                                                |
| Plotter-Suite              | Kann differenzieren und integrieren. Enthält Plotter für Parameterkurven und implizite Kurven. Open Source (CC0).                                                      | Benötigt JavaScript und Canvas. Kann auch offline verwendet werden. |
| GraphyCalc                 | 3D-Plotter zur Darstellung von Quadriken. | Benötigt JavaScript und Canvas.                                     |
| WolframAlpha               | Sehr viele mathematische Funktionen, bietet Funktionalitäten aus Mathematica.                                                                                          | Serverseitige Berechnung.                                           |
| MAFA                       | Einfach zu bedienen. | Komplett serverseitig implementiert, benötigt kein JavaScript.      |
| Arndt Brünner              | Einfach zu bedienen. Plottet auch implizite Kurven. Parameter interaktiv mit Schiebereglern einstellbar.                                                               | Benötigt Javascript und html5 (canvas).                             |

## Beispiele für native Funktionenplotter
- Gnuplot – Open Source, mächtiges Programm, Kommandozeilen-orientierte Bedienung, erfordert gewisse Einarbeitung
- Matplotlib – verwendet Python als Grundlage, wodurch ein Zusammenspiel mit Programmbibliotheken (z. B. mit SciPy) ermöglicht wird
- Kurvenprofi, 2D-Plotter, frei für nichtkommerzielle Zwecke, einfache Bedienung, zeichnet auch Kreise und Punkte und ist somit sehr gut für die Koordinatengeometrie geeignet
- LabPlot – Open Source (GPL), einfache Bedienung und umfangreich
- Xmgrace – Open Source (GPL), primär für GNU/Linux
- QtiPlot – seit Version 0.9.9 proprietär – orientiert sich in der Bedienung etwas an Origin
- SciDAVis – Open Source (GPL), mächtige, freie und plattformunabhängige Alternative zu Programmen wie Origin oder Qtiplot
- Origin – proprietär, Windows
- DISLIN – proprietär, kostenlos für nichtkommerzielle Zwecke – Grafikbibliothek mit einfacher Ansteuerung, für C, Fortran, Java, Python, Perl unter allen gängigen Betriebssystemen
- MatheGrafix – interaktiv Arbeiten sowie Drucken, Präsentieren und Einbinden von Funktionsgraphen in Office-Dokumente (Freeware-Version mit eingeschränkten Fähigkeiten)
- root.cern – (GPL und LGPL) Programmpaket mit C++-Anbindung, zum Plotten und Auswerten

## Beispiele für Grafikrechner-gestützte Funktionenplotter
- alle grafikfähigen Taschenrechner, z. B. TI-84 Plus
- alle Computer-Algebra-Taschencomputer, z. B. Voyage 200

## Beispiele für Funktionenplotter mit zusätzlichen mathematischen Funktionen
- GeoGebra – Freeware – Funktionenplotter und dynamisches Geometrieprogramm in einem
- TI-Nspire CAS – Funktionenplotter mit dynamischer Geometrie, Computer-Algebra und Tabellenkalkulation